# Severomoravský krajský přebor 1987/1988
V soubojích 28. ročníku Severomoravského krajského přeboru 1987/88 (jedna ze skupin 5. fotbalové ligy) se utkalo 16 týmů každý s každým dvoukolovým systémem podzim–jaro. Tento ročník začal v srpnu 1987 a skončil v červnu 1988.

## Nové týmy v sezoně 1987/88
- Z Divize D 1986/87 sestoupilo do Severomoravského krajského přeboru mužstvo TJ Baník DPG Horní Suchá.
- Ze skupin I. A třídy Severomoravského kraje 1986/87 postoupila mužstva TJ Krnov, TJ Lokomotiva-Pramet Šumperk a TJ Valašské Meziříčí.

## Konečná tabulka
Zdroj: 
| Poř. | Tým                              | Z  | V  | R  | P  | VG | OG | B  |
| ---- | -------------------------------- | -- | -- | -- | -- | -- | -- | -- |
| 1.   | TJ Krnov (N)                     | 30 | 19 | 10 | 1  | 60 | 33 | 48 |
| 2.   | TJ Sigma Dolní Benešov           | 30 | 18 | 10 | 2  | 61 | 23 | 46 |
| 3.   | TJ Zbrojovka Vsetín              | 30 | 16 | 4  | 10 | 57 | 42 | 36 |
| 4.   | TJ Baník DPG Horní Suchá (S)     | 30 | 14 | 8  | 8  | 47 | 38 | 36 |
| 5.   | VTJ Hranice                      | 30 | 14 | 3  | 13 | 52 | 49 | 31 |
| 6.   | TJ Náměšť na Hané                | 30 | 12 | 5  | 13 | 47 | 52 | 29 |
| 7.   | TJ MEZ Vsetín                    | 30 | 10 | 8  | 12 | 45 | 46 | 28 |
| 8.   | TJ Valašské Meziříčí (N)         | 30 | 9  | 9  | 12 | 39 | 42 | 27 |
| 9.   | TJ SMCP Vratimov                 | 30 | 10 | 6  | 14 | 43 | 58 | 26 |
| 10.  | TJ MS Karolinka                  | 30 | 9  | 8  | 13 | 37 | 44 | 26 |
| 11.  | TJ Sokol Kobeřice                | 30 | 8  | 10 | 12 | 36 | 49 | 26 |
| 12.  | TJ Nový Jičín                    | 30 | 8  | 10 | 12 | 35 | 56 | 26 |
| 13.  | TJ Ostroj Frýdlant nad Ostravicí | 30 | 10 | 5  | 15 | 33 | 40 | 25 |
| 14.  | TJ Důl Paskov                    | 30 | 8  | 9  | 13 | 24 | 33 | 25 |
| 15.  | TJ NHKG Karviná                  | 30 | 7  | 10 | 13 | 36 | 46 | 24 |
| 16.  | TJ Lokomotiva-Pramet Šumperk (N) | 30 | 9  | 3  | 18 | 45 | 53 | 21 |

Poznámky:
- Z = Odehrané zápasy; V = Vítězství; R = Remízy; P = Prohry; VG = Vstřelené góly; OG = Obdržené góly; B = Body; (S) = Mužstvo sestoupivší z vyšší soutěže; (N) = Mužstvo postoupivší z nižší soutěže (nováček)

|  | Postup do Divize D 1988/89                                 |
|  | Sestup do skupin I. A třídy Severomoravského kraje 1988/89 |